# Mégohmmètre

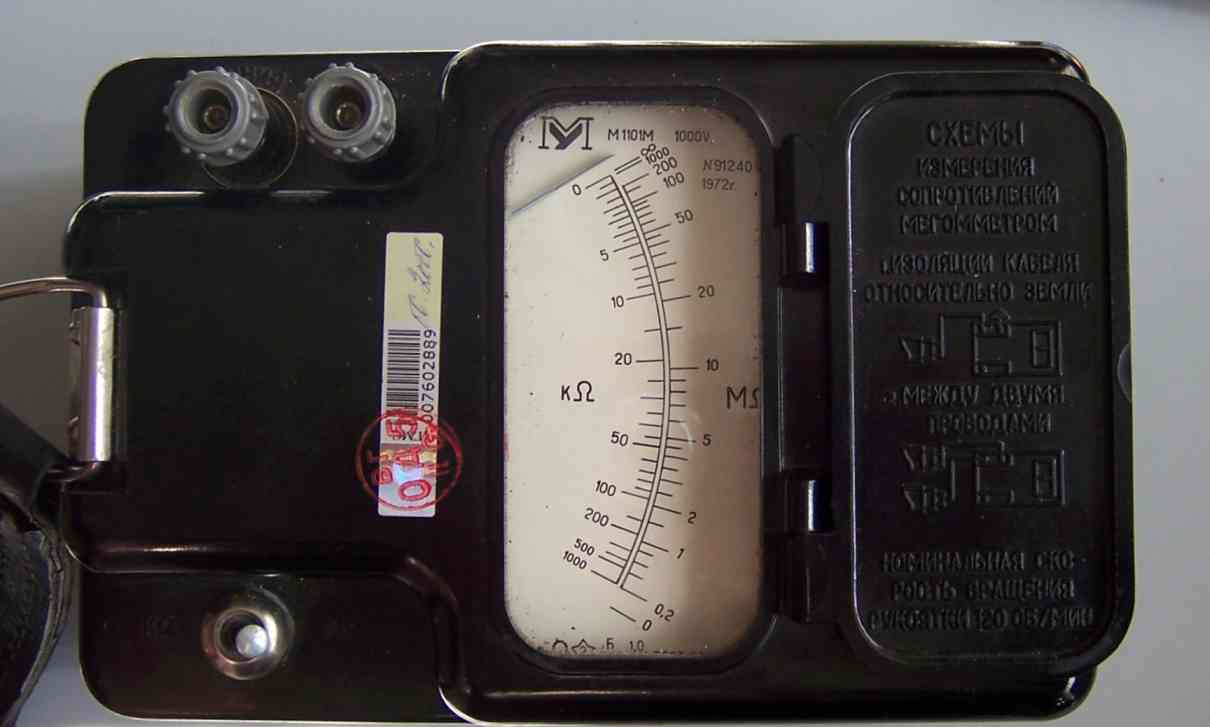
Un mégohmmètre M1101M

Un mégohmmètre est un ohmmètre spécifique destiné aux mesures de résistance d'isolement électrique.

## Principe
Le mégohmmètre génère une tension continue importante (de quelques centaines de volts à plusieurs kV). L'appareil possède généralement une limitation de courant à quelques mA.
Cet appareil est utilisé pour mesurer l'isolement d'un équipement électrique tel que, par exemple une machine électrique, des câbles d'énergie, des isolateurs, des parafoudres ainsi que tout équipement ou installation susceptible de présenter un danger pour la sécurité en cas de défaut.

## Fabricants
- AOIP
- Chauvin Arnoux
- CRC
- Fluke
- Megabras
- Megger
- Sefelec
- Schleich
- General Radio
- GW Instek
- LEM Norma
- Française d'Instrumentation (actuellement Distrame)